# 2002年ソルトレークシティオリンピックのアメリカ合衆国選手団
2002年ソルトレークシティオリンピックのアメリカ合衆国選手団（2002ねんソルトレークシティオリンピックのアメリカがっしゅうこくせんしゅだん）は、2002年2月8日から2月24日までアメリカ合衆国のソルトレイクシティで開催された第19回オリンピック冬季競技大会のアメリカ合衆国選手団、およびその競技結果。

## 概要
今大会は開催国として大きく躍進し、金メダル10個、銀メダル13個、銅メダル11個の合計34個のメダルを獲得した。金メダル数、銀メダル数、銅メダル数はそれぞれ過去最多であった。
スノーボード男子ハーフパイプではロス・パワーズが金メダル、ダニー・キャスが銀メダル、ジャレット・トーマスが銅メダルを獲得し、アメリカ勢が表彰台を独占した。

## メダル
| メダル | 選手名 | 競技                 | 種目               |
| ------ | --- | -------------------- | ------------------ |
| 金     | ロス・パワーズ | スノーボード         | 男子ハーフパイプ   |
| 金     | ケリー・クラーク | スノーボード         | 女子ハーフパイプ   |
| 金     | ケーシー・フィッツランドルフ | スピードスケート     | 男子500m           |
| 金     | デレック・パーラ | スピードスケート     | 男子1500m          |
| 金     | クリス・ウィッティ | スピードスケート     | 女子1000m          |
| 金     | サラ・ヒューズ | フィギュアスケート   | 女子シングル       |
| 金     | アポロ・アントン・オーノ | ショートトラック     | 男子1500m          |
| 金     | ジム・シェイ | スケルトン           | 男子               |
| 金     | トリスタン・ゲール | スケルトン           | 女子               |
| 金     | ジル・バッケン ボネッタ・フラワーズ | ボブスレー           | 男子2人乗り        |
| 銀     | ボディー・ミラー | アルペンスキー       | 男子大回転         |
| 銀     | ボディー・ミラー | アルペンスキー       | 男子複合           |
| 銀     | ジョー・パック | フリースタイルスキー | 男子エアリアル     |
| 銀     | トラビス・メイヤー | フリースタイルスキー | 男子モーグル       |
| 銀     | シャノン・バーキー | フリースタイルスキー | 女子モーグル       |
| 銀     | ダニー・キャス | スノーボード         | 男子ハーフパイプ   |
| 銀     | デレック・パーラ | スピードスケート     | 男子5000m          |
| 銀     | アポロ・アントン・オーノ | ショートトラック     | 男子1000m          |
| 銀     | トッド・ヘイズ ランディ・ジョーンズ ビル・シュッフェンハウエル ギャレット・ハインズ | ボブスレー           | 男子4人乗り        |
| 銀     | ブライアン・マーティン マーク・グリメット | リュージュ           | 男子2人乗り        |
| 銀     | リー・アン・パースリー | スケルトン           | 女子               |
| 銀     | トニー・アモンテ トム・バラッソ クリス・チェリオス アダム・デッドマーシュ クリス・ドルーリー マイク・ダナム ビル・ゲリン フィル・ハウズリー ブレット・ハル ジョン・レクレア ブライアン・リーチ アーロン・ミラー マイク・モダノ トム・ポティ ブライアン・ラフォルスキー マイク・リクター ジェレミー・ローニック ブライアン・ロルストン ゲーリー・スーター キース・カチャック ダグ・ウェイト マイク・ヨーク スコット・ヤング | アイスホッケー       | 男子               |
| 銀     | クリス・ベイリー ローリー・ベーカー カリン・バイ ジュリー・チュー ナタリー・ダーウィッツ サラ・デコスタ トリシア・ダン＝ルオマ キャミー・グラナト コートニー・ケネディ アンドレア・キルボーン ケティ・キング シェリー・ルーニー スー・メルツ アリソン・ムレチュコ タラ・モーンシー ジェニー・ポター アンジェラ・ルッジェーロ サラ・チューティング リンゼイ・ウォール クリシー・ウェンデル                                  | アイスホッケー       | 女子               |
| 銅     | ジャレット・トーマス | スノーボード         | 男子ハーフパイプ   |
| 銅     | クリストファー・クルーグ | スノーボード         | 男子パラレル大回転 |
| 銅     | キップ・カーペンター | スピードスケート     | 男子500m           |
| 銅     | ジョーイ・チーク | スピードスケート     | 男子1000m          |
| 銅     | ジェニファー・ロドリゲス | スピードスケート     | 女子1000m          |
| 銅     | ジェニファー・ロドリゲス | スピードスケート     | 女子1500m          |
| 銅     | ティモシー・ゲーブル | フィギュアスケート   | 女子シングル       |
| 銅     | ミシェル・クワン | フィギュアスケート   | 女子シングル       |
| 銅     | ラスティ・スミス | ショートトラック     | 男子500m           |
| 銅     | ブライアン・シャイマー マイク・コーン ダグ・シャープ ダン・スティール | ボブスレー           | 男子4人乗り        |
| 銅     | クリス・ソープ クレイ・アイブス | リュージュ           | 男子2人乗り        |